# 대한민국의 텔레비전 드라마 목록 (ㅋ)
대한민국의 텔레비전 드라마 목록 (ㅋ)에서는 ㅋ으로 시작되는 제목의 대한민국의 드라마를 서술한다.

## 카
- 칼과 꽃
- 칼잡이 오수정
- 캐리어를 끄는 여자
- 카이로스

## 커
- 커넥션
- 커피야 부탁해
- 커피프린스 1호점
- 커피하우스 (드라마)
- 컬러 (드라마)

## 코
- 코리아게이트 (드라마)
- 코마 (2006년 드라마)
- 쾌걸춘향
- 쾌도 홍길동

## 쿠
- 쿨 (드라마)

## 크
- 크로스 (드라마)

## 키
- 키스 먼저 할까요
- 킬리만자로의 표범
- 킬미힐미
- 킬잇